# 刘锦汉
刘锦汉（1900年—？），曾用名刘仁铎、刘卓云，男，广东海丰人，中国政治人物，曾任致公党香港总支部主任，致公党中央委员，第五、六届全国政协委员。